# Кисин, Вениамин Моисеевич
Вениамин Моисеевич Кисин (8 (21) марта 1897, Рязань — 12 апреля 1922, Москва) — русский поэт, основатель литературной группы люминистов.

## Биография
Согласно официальным документам, родился 8 марта (по старому стилю) 1897 года в Рязани, в семье витебского мещанина Мовши (Моисея) Израилевича Кисина и Хаи-Сары Шоломовны (Соломоновны) Кисиной, квартировавшихся в это время в доходном доме Г. И. Говорова на Маломещанской улице. У него были старшая сестра Розалия и младшие братья Бер (Борис) и Самуил. Сам Кисин в письме поэту Тарасу Мачтету указывает своей родиной село Задубровье Спасского уезда. Родители перебрались в Рязань из Витебска в 1893 году; отец, столяр по профессии, занимался торговлей дровами и древесным углем, арендовал дровяной склад в усадьбе генерала Б. М. Петрово-Соловово на Театральной улице, и в 1910 году был причислен к купцам первой гильдии. К 1901 году семья переехала в дом купца Е. П. Соколова на той же Маломещанской улице, где жила до еврейского погрома 23—24 октября 1905 года, затем жила в доходном доме В. Д. Харина. С шести лет обучался древнееврейскому языку и закону, одновременно готовился к поступлению в гимназию. В 1906—1915 годах учился в Рязанской 1-й мужской гимназии, серьёзно изучал философию и русскую, еврейскую и мировую литературу. Его соучеником и близким другом был А. В. Беляков. В 1915 году окончил гимназию с золотой медалью и продолжил обучение в Императорском Московском техническом училище, затем на Высших литературных курсах Главпрофобра при Наркомпросе и на медицинском факультете Московского университета (не окончил).
Начал писать стихи в 1914 году (сохранились также его детские стихотворные опыты 1908—1909 годов). Дебютировал в печати под псевдонимом «В. Бавли» (древнеевр.: «вавилонский») критическими статьями в рязанском литературном журнале «Голос молодёжи». Во втором номере этого журнала вышла его статья о первом номере журнала Суриковского кружка «Друг народа». Первые поэтические публикации датируются 1919 годом. Известна также его ранняя проза: рассказ, повесть «Из дневника Константина Леонардова», роман «Призраки». Большинство стихотворений было пронизано метафизическими вопросами и тематикой средневековой российской истории.
В 1919 году Вениамин Кисин стал одним из организаторов рязанского Дома искусств, который открылся 31 августа 1919 года; возглавил в нём поэтическую секцию. В мае 1920 года был одним из создателей Рязанского отделения Всероссийского Союза поэтов (председателем которого стал Дмитрий Майзельс, а секретарём Вениамин Кисин). Возглавляемая В. М. Кисиным группа поэтов собиралась также в доме А. В. Селиванова у его племянника Сергея Ценина (который учился с братом Кисина — поэтом и художником Борисом Кисиным — в Рязанской гимназии Н. Н. Зелятрова). В 1920 году в вечерах поэтической секции Дома искусств принимал участие Борис Пастернак, который провёл лето этого года у своего дяди Иосифа Исидоровича Кауфмана в Касимове; стихи Пастернака впоследствии вошли в коллективный сборник рязанских поэтов «Киноварь», вышедший 1 августа 1921 года под редакцией Вениамина Кисина. Кроме них в этом сборнике приняли участие Яков Апушкин, Рюрик Ивнев, Наталия Кугушева, Дмитрий Майзельс и Тарас Мачтет.
Стихи Вениамина Кисина вошли в изданные Рязанским отделением Всероссийского Союза поэтов коллективные сборники «Голгофа строф» (1920), «Коралловый корабль» (1921), «Сегодня» (1921), «Киноварь» (1921) и «Из недр земли» (1922), изданный в Петровске Саратовской губернии сборник «Плетень», а также в сохранившиеся в рязанских архивах подготовленные братьями Кисиными рукописные сборники «Мандрагора» (1921), «Калейдоскоп» (1921) и «непериодический журнал» «Полишинель» (август 1921), неизданный коллективный сборник «Огненный лебедь» и подготовленные к печати, но также неизданные при жизни сборники самого Вениамина Кисина «Мирское сердце», «Звёздные ресницы», «Белена», «Асфальтовая месса», «Смерть в виссоне», «Отшельник» и «Белое пламя» (сборник «Мирское сердце» был опубликован посмертно в 1929 году). Всего в подготовленных Вениамином Кисиным сборниках приняли участие 62 поэта, в том числе Рюрик Ивнев, Сергей Городецкий, Пимен Карпов, Иван Грузинов, Иван Белоусов, Иван Касаткин, Александр Кусиков. Все книги были проиллюстрированы Борисом Кисиным (псевдоним «Борис Кевер», 1899—1986). В 1922 году был издан сборник стихов Вениамина Кисина «Багряница».
В 1921 году стал основателем поэтического движения люминизма, провозглашённого на поэтическом вечере Всероссийского Союза поэтов в Москве. Манифест нового движения «Провозвестники люминизма» (1921) был подписан Вениамином Кисиным, Дмитрием Майзельсом и Николаем Рещиковым; во втором издании 1924 года к авторам были добавлены Тарас Мачтет и Наталья Кугушева. В том же году опубликовал поэтический гимн «Люминизм и смирение». В Москве поэт жил в Бубнинском переулке, дом 3, кв 1.
В ночь с 11 на 12 апреля 1922 года был убит бандитом при попытке ограбления на Владимиро-Долгоруковской улице у подъезда гостиницы «Вулкан». Похоронен на еврейском кладбище в Москве.
В последний год жизни Вениамин Кисин занимался переводами из еврейской поэзии для планируемой антологии, а также вместе с М. Г. Коганом переводом отрывков из книги «Зогар». Через год после смерти Кисина его младший брат Борис подготовил и опубликовал его «Собрание стихотворений», включившее также поэму «Рязань на Яру».
20 марта 2017 года на доме на Соборой площади, № 13, в Рязани, где в советское время жила семья поэта (тогда дом № 8), была установлена мемориальная доска. В том же году был издан сборник стихотворений В. М. Кисина «Вербы весенняя весть». Другой, дополненный посмертный сборник избранных стихотворений Вениамина Кисина «Я снова буду жить», также составленный литературоведом Галиной Ивановой, был издан в Рязани в 2019 году.

## Поэтические сборники
- Багряница. Стихи. Рязань: Рязанское отделение Всероссийского Союза поэтов, Государственное издательство, 1922. — 14 с.
- Собрание стихотворений. Иллюстрации и обложка Григория Тиходева. М.: Издательство Всероссийского союза поэтов (Тип. Центросоюза), 1923. — 264 с.
- Манифест люминистов, в сб. «Литературные манифесты», ред. Н. Л. Бродского и Н. П. Сидорова, М., 1924.
- Мирское сердце. Макет и гравюры Б. Кисина. Исполнено в качестве дипломной работы по полиграфическому факультету Высшего художественно-технического института. М.: Типография Высшего художественно-технического института, 1929. — 32 с.
- Вербы весенняя весть. Составление и литературоведческий очерк — Г. П. Иванова. Рязань: И. В. Жуков, 2017. — 140 с.
- Я снова буду жить. Составитель Г. П. Иванова. Рязань: И. П. Жуков, 2019. — 308 с.